# 数字全息摄影
数字全息摄影是一种利用数字传感器记录和处理全息图的技术，它可以实现物体的三维成像、定量相位成像、多波长成像和偏振态成像等多维信息的获取。数字全息摄影不需要成像透镜，只需通过计算机模拟衍射过程来重建物体的波前分布。数字全息摄影具有制作成本低、成像速度快、记录和再现灵活等优点，已经在生物医学、材料科学、工业检测、数据存储等领域得到了广泛的应用。

## 延伸阅读
- 全息摄影